# Navarretia prolifera
Navarretia prolifera är en blågullsväxtart som beskrevs av Edward Lee Greene. Navarretia prolifera ingår i släktet navarretior, och familjen blågullsväxter.

## Underarter
Arten delas in i följande underarter:
- N. p. lutea
- N. p. prolifera